# Parque Nacional Huerquehue
O Parque Nacional Huerquehue é um parque nacional do Chile localizado nos Andes, na Região de Araucanía, próximo do lago Caburga. Este parque cobre uma superficie de 12 500 ha de terreno montanhoso, com um intervalo de elevação que vai dos 750 aos 2000 msnm.